# Фернандо де Ласерна
Фернандо де Ласерна (ісп. Fernando de Laserna) — іспанський політик, виконував обов'язки державного секретаря Іспанії восени 1813 року до самого повалення французького правління в Іспанії.